# Национални савез (Француска)
Национални савез (до 1. јуна 2018. Национални фронт) јесте десничарска популистичка и националистичка политичка партија у Француској. Већина политичких коментатора НФ поставља на позицију крајње деснице, али други извори сугеришу да је позиција странке у политичком спектру постала тешка за дефинисање. Због француског изборног система, заступање странке на јавним функцијама је ограничено, упркос знатном броју гласова. После избора 2024, странка добија 142 мандата највише од оснивања.
Главне одлике странке су противљење чланству Француске у Европској унији, Шенгенској зони и Еврозони, економски протекционизам, нулта толеранција према питањима реда и закона и противљење слободној имиграцији. НФ се противи ЕУ од оснивања ове наднационалне организације.
Странка је основана 1972. године обједињавајући разне француске националистичке покрете тог времена. Жан-Мари ле Пен је био први предсједник странке и неспорни центар странке од њеног оснивања до 2011. године. Иако се странка у првих десет година свог постојања борила на маргинама француског политичког живота, од 1984. године постала је главна снага француског национализма. Предсједнички избори 2002. године били су први на којима је НФ имао свог кандидата у другом кругу, након што је Жан-Мари побједио социјалистичког кандидата у првом кругу. У другом кругу, он је био иза Жака Ширака који је однио побједу. Марин ле Пен, његова кћерка, изабрана је за његову насљедницу. У априлу 2017. године она се привремено повукла како би се усредсредила на предсједничку кандидатуру и окупљање гласача.
Док је њен отац од масовних медија добио надимак „Ђаво Републике”, Марин је пратила политику „дедемонизације” странке омекшавајући слику о њој. Трудила је се да се извуче из крајње десничарских културних коријена, нормализујући их давајући им културу владе, избацивањем контроверзних чланова као што је њен отац, који је суспендован и затим избачен из властите странке 2015. године након што је још једном рекао да су нацистичке гасне коморе „само детаљ историје Другог свјетског рата” (касније је основао Плаво-бијело-црвени збор). С обзиром да је она 2011. године изабрана на дужност предсједника странке, популарност НФ је наставила да расте: странка је однијела побједу у неколико општина на општинским изборима 2014. године; постала је прва француска странка на изборима за Европски парламент 2014. године са освојених 25% гласова и поново на посљедњим департманским изборима у Француској. Поново су избили на прво мјесто на посљедњим регионалним изборима остваривши историјски успјех са 28% освојених гласова. До 2015. године, НФ се успоставио као једна од најјачих политичких снага у Француској, поставши уједно и најпопуларнија и најнепопуларнија политичка странка.

## Позадина
Национални савез тврди да је нација конкретна (тј. стварност), а не апстракција; таква тачка гледишта је непосредно супротна Француској револуцији и њеном насљеђу. Један од главних претходника НС била је Француска акција, основана на крају 19. вијека, и Национална обнова, промонархистичка група која је подржавала претензије грофа Париза на француски трон. У скорије вријеме, странка је коријене вукла из пужадизма педесетих година, који је основан као антипорезни покрет без веза са десницом, али је међу скупштинским заступницима имала „пранационалисте” као што су Жан-Мари ле Пен.
Други сукоб који је дио позадине странке је Алжирски рат (многи фронтовци, укључујући Жан-Марија, били су непосредни укључени у рат), као и ужаснутост десничара одлуком француског предсједника Шарла де Гола да повуче своје обећање да ће задржати Француски Алжир. На предсједничким изборима 1965. године, Жан-Мари је неуспјешно покушао да окупи гласове десничара око предсједничког кандидата Жан-Луија Тиксје-Винјакура. Током краја шездесетих и почетка седамдесетих година, француска крајња десница се углавном састојала од малих екстремних покрета као што су Окцидент, Одбрамбена унија и Нови поредак.

## Историја

### Ране године

#### Оснивање (1972—1973)
Док је НП учетвовао на неким локалним изборима од 1970. године, на свом другом конгресу у јуну 1972. године одлучио је да оснује нову политичку партију која би учествовала на парламентарним изборима 1973. године. Партија је основана 5. октобра 1972. године под називом Национални фронт француског јединства (фр. Front national pour l'unité française), или само Национални фронт. У циљу стварања ширег покрета, НП је моделирала нову странку (као што је раније настојала да моделира саму себе) на већ успостављеном Италијанском социјалном покрету (ИСП), који је у то вријеме успостављен као широка коалиција италијанске деснице. НФ је основан као француска верзија ИСП, са тробојним пламеном као својим логом. Жељели су да уједине разне француске крајње десничарске покрете, и да окупе Ле Пенову националистичку групу, Партију француског јединстве Рожера Холанда, Покрет правде и слободе Жоржа Бидоа, бивше пужадисте, ветеране Алжирског рата, као и неке монархисте. Ле Пен је изабран за првог предсједника странке, пошто није био укаљан јавним милитантним јавном сликом НП и био је релативно умјерена фигура у крајњој десници.
Национални фронт је имао сиромашан резултат на парламентарним изборима 1973. године, освојивши само 0,5% гласова (иако је Ле Пен у својој париској изборној једини освојио 5%). Странка је 1973. године основала своје омладинско крило под називом Омладина Националног фронта (фр. Front national de la jeunesse). Реторика која се користила током изборне кампање наглашавала је старе крајње десничарске теме и у великој мјери је била незанимљива гласачима у то вријеме. Иначе, званични програм странке је био умјерен, мало се разликујући од уобичајене деснице. Ле Пен је тражио потпуну фузију струја унутар странке, упозоравајући на сурови активизам. Радикалнији елементи НП нису били убијеђени и вратили су се тешком активизму. Касније те године су избачени из странке. Ле Пен је ускоро постао неспорени вођа странке, иако је ово коштало многе водеће чланове и већину његове милитантне базе.
На предсједничким изборима 1974. године, Ле Пен није успио пронаћи тему која би ангажовала његову кампању. Многа од питања којих се дотицао, као што је антикомунизам, дијелио је са остатком деснице. Друга питања којих се НФ дотицао била су подизање француске стопе наталитета, смањења редукције (иако је то било у мањој мјери), успостављање професионалне војске, укидање Евијанског споразума и уопштено стварање „француске и европске ренесансе”. Упркос томе што је био једини десничарски кандидат, није успио да добије подршку јединствене крајње деснице, јер су разне групе подржавале друге кандидате или су позивале на бојкот избора. Кампања је изгубила позадину када је Револуционарна комунистичка лига објавила осуду Ле Пеновог наводног учешћа у мучењу током свог боравка у Алжиру. На првим предсједничким изборима Ле Пен је освојио само 0,8% гласова.

#### Супарништво НФ—СНС (1973—1981)
Након избора 1974. године, НФ је скрајнут појавом Странке нових снага (СНС), коју су основали дисиденти НФ (великим дијелом из НО). Њихово супарништво је ослабило обје странке током седамдесетих година. Истовремено, НФ је стекао још неколико скупина присталица, укључујући Франсоа Дупра и његове „револуционарне националисте”, Жан-Пјера Стирбоа и његове „солидаристе”, Нову десницу и Бернарда Антонија. Након Дупратове смрти у бомбашком нападу, револуционарни националисти су напустили странку, а Стирбоа је постао Ле Пенов замјеник како су његови солидаристи ефектно потискивали неофашистичке тенденција у страначком руководству. Крајња десница је потпуно маргинализована на парламентарним изборима 1978. године, иако је СНС имала бољи резултат. На првим изборима за Европски парламент 1979. године, СНС је учествовала у покушају оснивања савеза европских крајње десничарских странака у виду „Евро-деснице” и на крају је била једна од двије странке које су оспориле изборе. СНС је као свог главног кандидата поставила Жан-Луиса Тиксје-Вињанкуа, док је Ле Пен позвао гласаче на уздржаност.
На предсједничким изборима 1981. године, и Ле Пен и Паскал Гушон из СНС су истакли намјеру да учествују. Међутим, повећан је потребан број потписа изабраних званичника за кандидатуру на изборима, а чиме је и Ле Пен и Гушон онемогућено кандидовање на изборима. Изборе је добио Франсоа Митеран из Социјалистичке партије (СП), чиме је политичка љевица по први пут стекла власт на националном нивоу у Петој републици; затим је распустио Националну скупштину и сазвао пријевремене парламентарне изборе. СП је постигла најбољи изборни резултат икада, освојивши апсолутну већину на парламентарним изборима 1981. године. Ово „социјалистичко преузимање” довело је до радикализације међу бирачима десног центра, антикомунистичким и антисоцијалистичким бирачима. Са само три седмице да припреми кампању, НФ је попунила само ограничени број кандидата и освојила само 0,2% гласова. СНС је имала још гори резултат, а избори су означили ефективни крај супарништва странака.

### Ера Жан-Мари ле Пена

#### Изборни продор (1982—1988)
Док је француским страначким системом доминирала поларизација и конкуренција између јасних идеолошких алтернатива два политичка блока седамдесетих година, та два блоку су се углавном кретала ка политичком центру средином осамдесетих година. То је навело многе бираче да те блокове перципирају мање-више као непрепознатљиве, нарочито послије социјалистичка политике резова 1983. године, подстичући бираче да траже нове алтернативе. До октобра 1982. године, Ле Пен је подржавао могућност склапања договора са мејнстрим десницом, али под условом да НФ не мора ублажити своје ставове по кључним питањима. На општинским изборима 1983. године, странка десног центра Уједињени за Републику (УзР) и центристи Савез за француску демократију (СзФД) формирали су коалицију са НФ у одређеним броју градова. Најзначајни резултат био је у 20. округу Париза, гдје је Ле Пен избран у мјесни савјет са 11% гласова. Послије избора медији су пратили странку, а НФ је по први пут дозвољено да се представљао као одржива компонента шире деснице. На накнадним изборима у Дреу у октобру 1983. године, НФ је освојио 17% гласова.
За Европске изборе 1984, НФ је освојио 10 места, а на националним изборима 1986. осваја 35 места у француском парламенту. То је довело до великих потреса у политичком животу Француске па су социјалисти Франсое Митерана и конзервативци Жака Ширака, две сукобљење стране морале да формирају заједно власт, да не би НФ.
Тих година НФ заједно са још неким странкама у Европском парламенту формира Европски националистички савез.

#### Консолидација (1988—1997)
Током 90их НФ се посветила профилисању странке као традиционалне деснице, али је увек имала проблема због својих радикалних ставова. На локалним изборима 1995, НФ у појединим градовима добија и до 35% гласова. НФ тада даје градоначелнике у преко 10 француских градова. У граду Оранж, лидер тамошњег НФ Жак Бомпард је и дан данас на челу то града, и НФ има тамо подршку од 65% гласача.
Током 1995. за изборе НФ се посебно залагала за протеривање емиграната из Француске у Африку. За изборе 2002. слоган НФ је био За ред и закон!.
Током те кампање НФ је прозвала четири значајне француске странке: Комунистичку партију, Социјалистичку странку, Унију за демократију, Уједињену републику, да су четворострана банда.
На Конгресу НФ 1997, доноси се одлука да странка заузима позицију национал-конзервативизма и треће странке.

#### Превирања, одвајање НРП (1997—2002)
Током 1998, Бруно Мегрет, високи функционер НФ, напушта странку и оснива Народни републикански покрет (Mouvement national républicain, MNR) оптужујући руководство НФ да жели да маргинализује странку и уништи је.

#### Предсједнички избори (2002)
На председничким изборима 2002, НФ и Жан Мари Ле Пен доживљавају невероватан успон. Ле Пен побеђује социјалистичког кандидата, али у другом кругу председничких избора губи од конзервативца Жака Ширака, освојивши 18% наспрам Ширака који је имао 82% гласова.

#### Опадање (2002—2011)
На референдуму за Устав ЕУ 2005, НФ је водио оштру антикампању и Французи су одбили тај предлог. Исте године активисти НФ су облепили места у којима живе емигранти углавном муслимани са плакатима на којима је писало: Ко се буде зајебавао са Француском, лети напоље! (Tu niques la France... Dégage!).
Бруно Мегрет је 2007. склопио савез о сарадњи са НФ и поново заједно делују, и пада договор да закопају ратне секире. Националистичка коалиција коју је предводио Ле Пен на председничким изборима осваја 11% гласова и пада на четврту позицију.
Због финансијских проблема НФ не успева 2007. на парламентарним изборима да уђе у парламент освојивши свега 4,29% гласова.

## Програмска начела и странка данас
НФ се залаже за:
- Очување суверенитета Француске и њеног идентитета;
- Очување традиционалних и породичних вредности;
- Јака национална економија и социјална једнакост;
- Пооштравање кривичних закона и поновно увођење смртне казне;
- Пооштравање мера према емигрантима;
- Антиглобалистичка борба — противљење међународним интеграцијама.

Политички аналитичари називају НФ национал-популистичком партијом још од 1984. године. Мејнстрим медији НФ називају странком екстремне деснице.
На изборима за Европски парламент 2009, НФ осваја 6,3% гласова што јој даје 3 места. Као главно упориште НФ се сматра Марсељ и сиромашни делови Француске.
Поред Ле Пена, истакнути чланови НФ су: Бруно Голниш, Карл Ланг и Рожер Олеиндре.
НФ је веома централизована, и највећа овлашћења има председник, чији је ауторитет неприкосновен унутар странке. НФ има 75 хиљада чланова.
НФ је чланица ЕВРОНАТ-а и Алијансе за Европу нација, заједно са Слободарском партијом Аустрије, Српском радикалном странком, Холандском партијом слободе и другим националистичким странкама.
Током 90их лидер НФ, Жан Мари Ле Пен био је чест гост српских радикала у Земуну.

## Изборни резултати НФ по годинама
Парламентарни резултати:
- 1973 — 108,616; 0.5% (0/491)
- 1978 — 82,743; 0.3% (0/491)
- 1981 — 44,414; 0.2% (0/491)
- 1986 — 2,705,336; 9.6% (35/573)[б]
- 1988 — 2,359,528; 9.6%  (1/577)
- 1993 — 3,152,543; 12.7% (0/577)
- 1997 — 3,800,785; 14.9% (1/577)
- 2002 — 2,862,960; 11.1% (0/577)
- 2007 — 1,116,005; 4.30% (0/577)
- 2012 — 3,528,373; 13.6% (2/577)
- 2017 — 2,990,454; 13.2% (8/577)
- 2022 — 3,589,465; 17.3%

(89/577)
- 2024 — 10,110,079; 37.1%

(142/577)
Председнички резултати:
- 1974 Jean-Marie Le Pen — 190,921; 0.8%
- 1988 Jean-Marie Le Pen — 4,376,742; 14.5%
- 1995 Jean-Marie Le Pen — 4,571,138; 15.0%
- 2002 Jean-Marie Le Pen — 4,804,713; 16.90%, други круг 5.525.032; 17.8%
- 2007 Jean-Marie Le Pen — 3,835,029; 10.44%
- 2012 Marine Le Pen — 6,421,426; 17.9%
- 2017 Marine Le Pen — 7,678,491; 21.3%, други круг 10.638.475; 33.9%
- 2022 Marine Le Pen — 23.15%; 41.45%

Европски резултати:
- 1984 — 2,210,334; 11,0% — 10
- 1989 — 2,121,836; 11,8% — 10
- 1994 — 2,050,086; 10,5% — 11
- 1999 — 1,005,225; 5,7% — 5
- 2004 — 1,684,868; 9,8% — 7
- 2009 — 1,091,681;6,3% — 3.
- 2014 — 4,712,461;24,86% — 24.